# Безплатна ученическа трапезария „Велика и Иван Личеви“
Безплатната ученическа трапезария „Велика и Иван Личеви“ в Копривщица е благотворителна организация, продължител на делото на съществуващото в края на 1915 година Старопиталище в Копривщица Обществена кухня за безплатно изхранване на социално слаби и възрастни копривщенци, включително и семейства на военнослужещи в армията. Началото е поставено със създаденото през 1902 г. настоятелство на Безплатната ученическа трапезария.
Начало на организираната благотворителност в Копривщица е положено със създаването на 25 март 1871 г. на Женското благотворително дружество „Благовещение“. В началото на тази дейност стоят църковната, общинската, училищната и читалищната управа.
В периода от 1915 г. до началото на 1919 г. сред обществениците, ангажирали се активно с дейността на трапезарията са Рашко Брайков, и протойерей Ненчо Марков, които още в края на 1915 г., след влизането на България в Първата световна война, учредяват в Копривщица Обществена кухня за безплатно изхранване на социално слаби и възрастни копривщенци. Дейността на тази Обществена кухня продължава до края на войната – началото на 1919 година.
Приходите на дружеството се образуват от членски внос, волни пожертвования на граждани и завещания в пари, продукти или вещи; помощи от местни благотворителни и други обществени учреждения; приходи от „представления, вечеринки и разни забавления, представяни от самото дружество, от пункта на учителското дружество и от други лица и корпорации“; от лихвите на фонда и други суми. Към Дирекцията за стопанска грижа и обществена предвидливост на 14 май 1917 г. за делегат е определен гимназиалният учител Петко Сиреков.
Къщата на семейство Личеви е използвана като безплатна ученическа трапезария до 1950 г., след което там се помещава Горското стопанство, след това и питейно заведение, наречено „Староградско кафене“. Днес на фасадата и има табела, указваща, че къщата е роден дом на генерал-майор Гаврил Личев, малка мраморна плоча напомня и за благотворителната дейност на лейди Странгфорд. На третата табела с големи букви пише, че тук е била Общинската здравна служба „Д-р Рашко Хаджистойчев“.

## Спомосъществуватели
| колективни дарители                             | колективни дарители |
| ----------------------------------------------- | ------------------- |
| Женско благотворително дружество „Благовещение“ |                     |
| Храм „Свети Николай“                            |                     |
| Храм „Света Богородица“                         |                     |
| Народно читалище „Неофит Рилец“                 |                     |
| Класно училище „Св. св. Кирил и Методий“        |                     |
| Пирдопско околийско училищно дружество          |                     |
| индивидуални дарители                           |                     |
| Велика, Иван и Личо Личеви                      |                     |
| Рашко Брайков и протойерей Ненчо Марков         |                     |
| Рашко Маджаров и Екатерина Каравелова           |                     |
| Тодор Груев и Стоян Доганов                     |                     |
| Василя Папукчиева и Мария Дебелянова-Григорова  |                     |
| Нешо Груев и Владимир и Станьо Маврудиеви       |                     |
| Душко Рашков и Петър Калъчев                    |                     |
| Евтимий Сапунджиев и подпоручик Карагьозов      |                     |
| Алипий Влайков и Екатерина Кесякова             |                     |
| Лука Доросиев и Петко Сиреков                   |                     |
| Иван Кесяков и Мария Кесякова                   |                     |
| Семко Палавеев и Найден Райчинов                |                     |
| Гаврил Азманов и Цанко Драгийски                |                     |
| Емили Странгфорд и Вельо Мандулов               |                     |
| Неша Палавеева и Николай Райчинов               |                     |
| Стефан Козинаров и Михаил Дилсизов              |                     |